# Thomas Saleh
Jirays H̱anā S̱āleẖ, OFM Cap., řeholním jménem Thūmā z B'abdāt (3. května 1879, Baabdat – 28. února 1917, Kahramanmaraş) byl libanonský kněz maronitské katolické církve, řeholník řádu kapucínů, jež zemřel během první světové války na následky věznění poté, co odmítl konvertovat k islámu. Katolická církev jej uctívá jako blahoslaveného mučedníka.

## Život
Narodil se dne 3. května 1879 v obci Baabdat jako pátý ze šesti dětí, všech chlapců. Dne 19. listopadu 1881 byl pokřtěn a biřmován.
Roku 1895 vstoupil v Konstantinopoli ke kapucínům a zahájil zde svůj noviciát a formaci. Dne 2. července 1899 obdržel řeholní hábit. Dne 2. července 1900 složil své první dočasné řeholní sliby. V té době také pocítil povolání k misiím. Dne 4. prosince 1904 byl poté, co absolvoval ve městě Buca teologické a filosofické studium vysvěcen na kněze. Dne 2. července 1903 složil své doživotní řeholní sliby. Zvolil si řeholní jméno Thūmā z B'abdāt.
Poté byl poslán na misie do Mardinu, kde setkal s kapucínským knězem bl. Leonardem Melkim, který zde působil a se kterým se posléze spřátelil. Ve svém působišti se především proslavil jako kazatel. Navštěvoval také jiná města, jako např. Kharput, kde kromě kázání udílel svátosti zvláště chudým a přijímal nové členy do Třetího řádu svatého Františka. Roku 1910 byl poslán do Diarbékiru, avšak dne 22. prosince 1914 byl z oblasti z politických důvodů spolu s dalšími misionáři vypovězen, načež se uchýlil do Urfy. 
Po vypuknutí první světové války došlo v Osmanské říši k vlně genocid a rozšíření pronásledování křesťanů. I přes vědomí nebezpečí dále pokračoval v pastoraci chudých a veřejných kázáních. Poté, co v okolních oblastech vypukly masakry se uchýlil k arménskému knězi, který byl však dne 24. září 1916 zatčen. Po jeho zatčení začal být místní policií více sledován. V červnu 1915 byl zabit jeho přítel Leonard Melki poté, co proti němu byla vznesena křivá obvinění. Dne 4. ledna 1917 pak byl místní policií, zaměřující se proti křesťanům zatčen a uvězněn i on. Ve věznici s ním nebylo dobře zacházeno a po kontaktu s nakaženými vězněnými onemocněl tyfem a jeho zdraví se dále zhoršovalo. Věznitelé se jej snažili přimět, aby konvertoval k islámu, což odmítl. Často byl také mučen, např. ranami šavle, nebo účastí na tzv. pochodech smrti.
Zemřel na následky mučení a své nemoci dne 28. února 1917 v Kahramanmaraşu.

## Úcta
Jeho beatifikační proces započal dne 24. března 2006, čímž obdržel titul služebník Boží. Dne 27. října 2020 podepsal papež František dekret o jeho mučednictví.
Blahořečen pak byl spolu se svým společníkem Leonardem Melkim dne 4. června 2022 v klášteře sv. Kříže ve vesnici Bqennaya poblíž Bejrútu. Obřadu předsedal jménem papeže Františka kardinál Marcello Semeraro.
Jeho památka je připomínána 10. června. Bývá zobrazován v řeholním oděvu. Je patronem misionářů, kazatelů a pronásledovaných křesťanů.